# Пургінський
Пургі́нський (рос. Пургинский) — присілок (колишнє селище) в Ігринському районі Удмуртії, Росія.

## Населення
Населення — 68 осіб (2010; 120 в 2002).
Національний склад станом на 2002 рік:
- удмурти — 54 %
- росіяни — 45 %

## Урбаноніми[3]
- вулиці — Лісова, Миру, Праці